# Градуализм
Градуализм (от лат. gradatio — «постепенное изменение») — система представлений об эволюции природы, утверждающая, что значительные изменения достигаются благодаря медленному, но продолжительному протеканию незначительных процессов.

## История развития теории
Шотландский геолог Джеймс Хаттон, изучавший осадочные отложения, затвердевшие, подвергшиеся эрозии и покрывшиеся более поздними наслоениями, осознал, что для протекания этих процессов потребовалось значительно больше времени, чем, как было принято считать, прошло с момента сотворения мира. Он полагал, что Земля была сформирована не внезапно в результате бурных событий, а в результате медленных и постепенных процессов, которые можно наблюдать и сегодня. Труды геологов, произведшие впечатление на Чарльза Дарвина (в особенности «Основы геологии» Лайеля, развивавшего учение Хаттона), стали важной частью его теории эволюции, поскольку, во-первых, видообразование путем естественного отбора требует длительного периода времени, что не укладывалось в представления людей того времени о возрасте Земли, во-вторых, из идеи униформизма о том, что нельзя апеллировать к силе или явлению, которые нельзя наблюдать в настоящем, Дарвин заключил, что эволюционный процесс постепенен, а не скачкообразен, поскольку в настоящее время не наблюдается резких скачков, которые бы приводили к образованию новых видов (в противоположность теориям сальтационизма). Дарвин был убежден, что в основе его теории лежит строгий градуализм: «Естественный отбор действует только путем сохранения и кумулирования малых наследственных модификаций, каждая из которых выгодна для сохраняемого существа». Даже некоторые современники Дарвина (в частности, Томас Гексли) полагали, что это делает теорию чрезмерно строгой.
Позднее градуализм стал одним из неоспоримых столпов СТЭ. Более того, с принципом градуализма и униформизма логически связан другой ключевой принцип этой теории: макроэволюция управляется теми же механизмами, что и микроэволюция (Евгений Кунин считает, что можно называть этот принцип «универсальным униформизмом»). Следует отличать принципиальный градуализм и униформизм (Дарвин заимствовал этот термин у Лайеля) — убеждение, что эволюционные процессы не изменялись по существу за всю историю существования жизни. Бескомпромиссное настаивание на градуализме и униформизме сторонников СТЭ привело в конечном итоге к догматизации этой теории.

## Градуализм в политике
В политике градуализм проявляется в концепции постепенности развития, поэтапного достижения политических целей. Градуализм в политике — это формулирование курса небольших шагов вместо резких социальных изменений наподобие революций и восстаний. Градуализм свойственен политическим движениям либерального и реформистского характера.
В левой политической мысли (прежде всего, в среде демократических социалистов и социал-демократов) политическое понятие градуализма может отличаться. Понимание постепенности у политических левых отличается от реформизма, так как у первых определение основано на том, что краткосрочные цели должны быть сформулированы и реализованы таким образом, чтобы неизбежно приводили к долгосрочным целям. Часто градуализм у политических левых воспринимается как промежуточное состояние политики между реформизмом и революционизмом.

## Филетический градуализм
Филетический градуализм — эволюционная модель, согласно которой видообразование в большинстве случаев медленно, единообразно и постепенно. Термин был введён Стивеном Гульдом и Нильсом Элдриджем для противопоставления их модели прерывистого равновесия, которая утверждает, что эволюция представляет собой чередование длительных периодов стазиса и редких коротких вспышек видообразования, вызванных резкой сменой условий, всплесками генетических мутаций.

## Прерывистый градуализм
Прерывистый градуализм — это гипотеза в микроэволюции, согласно которой некоторые виды перенесли периоды относительной эволюционной стабильности (стазиса) и коротких промежутков морфологических изменений, которые не привели к видообразованию. В 1983 году Мальмгрен и его коллеги опубликовали исследование «Свидетельства прерывистого градуализма в эволюционной линии планктонных фораминифер Globorotalia tumida в позднем неогене», на основе которого разработали гипотезу прерывистого градуализма.